# Ramiro Vaca
Ramiro Vaca Ponce (Tarija, 1 de julio de 1999) es un futbolista boliviano que juega como centrocampista en el Club Bolívar de la Primera División de Bolivia. Es internacional absoluto con la selección de Bolivia.

## Trayectoria

### Quebracho
Con Quebracho participó en la Copa Simón Bolívar en 2017 dónde llegaría hasta las semifinales y sería eliminado por Deportivo Kala. 

### The Strongest
Llegó al The Strongest, equipo dirigido por Carlos Ischia, a inicios de 2018 procedente del Quebracho. Su debut se produjo el 3 de marzo de 2018 en el partido frente a Sport Boys y casualmente su primer gol sería frente al mismo rival el 9 de febrero de 2019.

### K Beerschot VA
El futbolista boliviano dio su primer paso por el K Beerschot VA, de la primera división de Bélgica, llegando por 150 000 euros. Su primer gol fue cuando el club estaba en la segunda división.

### Club Bolívar
Llega a Bolívar tras la compra del pase al Beerschot concretando así su retorno a Bolivia, para encarar los torneos de 2023, como la Copa Libertadores y los torneos de la división profesional de Bolivia.

## Selección nacional
Debutó en la selección absoluta el 2 de junio de 2017 en una victoria por 1-0 ante Nicaragua; entró por Luis José Vargas faltando 2 minutos para que concluyera el partido.

#### Goles internacionales
| N.º | Fecha                   | Sede                                           | Rival     | Marcador | Resultado | Competición                       |
| --- | ----------------------- | ---------------------------------------------- | --------- | -------- | --------- | --------------------------------- |
| 1   | 7 de marzo de 2019      | Estadio Bicentenario, Villa Tunari, Bolivia    | Nicaragua | 1–2      | 2–2       | Amistoso                          |
| 2   | 10 de octubre de 2021   | Estadio Hernando Siles, La Paz, Bolivia        | Perú      | 1–0      | 1–0       | Clasificación Mundialista de 2022 |
| 3   | 16 de noviembre de 2023 | Estadio Hernando Siles, La Paz, Bolivia        | Perú      | 2–0      | 2–0       | Clasificación Mundialista de 2026 |
| 4   | 25 de marzo de 2024     | Estadio 19 de Mayo de 1956, Annaba, Argelia    | Andorra   | 1–0      | 1–0       | FIFA Series 2024                  |
| 5   | 5 de septiembre de 2024 | Estadio Municipal de El Alto, El Alto, Bolivia | Venezuela | 1–0      | 4–0       | Clasificación Mundialista de 2026 |

## Estadísticas

### Clubes
Actualizado de acuerdo al último partido jugado el 28 de mayo de 2024.
| Club                     | Div.          | Temporada     | Liga         | Liga         | Copas nacionales | Copas nacionales | Copas internacionales | Copas internacionales | Total        | Total        |
| Club                     | Div.          | Temporada     | Part.        | Goles        | Part.            | Goles            | Part.                 | Goles                 | Part.        | Goles        |
| ------------------------ | ------------- | ------------- | ------------ | ------------ | ---------------- | ---------------- | --------------------- | --------------------- | ------------ | ------------ |
| Quebracho · Bolivia      | 3.ª           | 2016-17       | Inaccesibles | Inaccesibles | Inaccesibles     | Inaccesibles     | Inaccesibles          | Inaccesibles          | Inaccesibles | Inaccesibles |
| Quebracho · Bolivia      | Total club    | Total club    | 0            | 0            | 0                | 0                | 0                     | 0                     | 0            | 0            |
| The Strongest · Bolivia  | 1.ª           | 2019          | 25           | 4            | -                | -                | -                     | -                     | 25           | 4            |
| The Strongest · Bolivia  | 1.ª           | 2020          | 23           | 4            | -                | -                | 1                     | 0                     | 24           | 4            |
| The Strongest · Bolivia  | 1.ª           | 2021          | 12           | 2            | -                | -                | 6                     | 0                     | 18           | 2            |
| The Strongest · Bolivia  | Total club    | Total club    | 60           | 10           | 0                | 0                | 7                     | 0                     | 67           | 10           |
| K Beerschot VA · Bélgica | 1.ª           | 2021-22       | 26           | 0            | 2                | 1                | -                     | -                     | 28           | 1            |
| K Beerschot VA · Bélgica | 2.ª           | 2022-23       | 14           | 0            | 1                | 0                | —                     | —                     | 15           | 0            |
| K Beerschot VA · Bélgica | Total club    | Total club    | 40           | 0            | 3                | 1                | 0                     | 0                     | 43           | 1            |
| Bolívar · Bolivia        | 1.ª           | 2023          | 29           | 8            | 14               | 1                | 5                     | 0                     | 48           | 9            |
| Bolívar · Bolivia        | 1.ª           | 2024          | 13           | 3            | 0                | 0                | 6                     | 2                     | 19           | 5            |
| Bolívar · Bolivia        | Total club    | Total club    | 42           | 11           | 14               | 1                | 11                    | 2                     | 67           | 14           |
| Total carrera            | Total carrera | Total carrera | 142          | 21           | 17               | 2                | 18                    | 2                     | 177          | 25           |
| 1. 2.                    |               |               |              |              |                  |                  |                       |                       |              |              |

## Palmarés

### Títulos nacionales
| Título           | Club    | País    | Año  |
| ---------------- | ------- | ------- | ---- |
| Copa de la Liga  | Bolívar | Bolivia | 2023 |
| Torneo Clausura  | Bolívar | Bolivia | 2024 |
| Primera División | Bolívar | Bolivia | 2024 |